# Henryk Rapacewicz
Henryk Rapacewicz (ur. 10 listopada 1926 w Mołodecznie, zm. 8 maja 1991 we Wrocławiu) – polski dowódca wojskowy, generał dywizji Wojska Polskiego, członek Wojskowej Rady Ocalenia Narodowego (1981–1983). Poseł na Sejm PRL VIII kadencji.

## Życiorys
Urodził się w rodzinie robotniczej jako syn Józefa i Weroniki z Będzińskich.
W latach 1942–1944 pracował na stacji kolejowej Mołodeczno. W grudniu 1944 został powołany do ludowego Wojska Polskiego i skierowany do 4 Zapasowego Pułku Piechoty. Po przeszkoleniu skierowany został na front do 2 Pułku Piechoty. Brał udział w walkach o wyzwolenie Warszawy oraz o przełamanie Wału Pomorskiego. 18 marca 1945 został kontuzjowany pod Wolinem. Po wyleczeniu skierowany do Oficerskiej Szkoły Piechoty nr 2, którą ukończył we wrześniu 1945 jako chorąży. Następnie dowódca plutonu strzeleckiego w 55 Pułku Piechoty w Braniewie. W marcu 1947 skierowany na kurs dowódców kompanii w Centrum Wyszkolenia Piechoty, który ukończył w listopadzie 1948. W czasie referendum w 1946 był kierownikiem Grupy Ochronno-Propagandowej działającej na terenie województwa gdańskiego. Od 1948 był kierownikiem wychowania fizycznego Centrum Wyszkolenia Piechoty, a od 1949 wykładowcą wyszkolenia strzeleckiego.
W listopadzie 1950 skierowany na studia do Wojskowej Akademii Wojsk Pancernych im. Józefa Stalina w Związku Radzieckim, które ukończył 30 stycznia 1955. W trakcie studiów był sekretarzem egzekutywy Podstawowej Organizacji Partyjnej PZPR  przy Akademii im. Stalina. Po powrocie do Polski został szefem sztabu 2 Sudeckiego Pułku Czołgów w Opolu. W latach 1955–1965 pełnił odpowiedzialne funkcje w wojskach pancernych w Pomorskim Okręgu Wojskowym i Śląskim Okręgu Wojskowym, kolejno jako szef wydziału operacyjnego 19 Dywizji Pancernej w Gubinie (1957–1962) oraz szef sztabu 20 Dywizji Pancernej w Szczecinku (1962–1965).
Od grudnia 1965 do sierpnia 1968 dowodził 5 Saską Dywizją Pancerną w Gubinie. Od sierpnia 1968 szef Służby Czołgowo-Samochodowej Ministerstwa Obrony Narodowej. 9 października 1968 na mocy uchwały Rady Państwa awansowany do stopnia generała brygady. Nominację generalską wręczył mu 12 października 1968 w Belwederze przewodniczący Rady Państwa PRL, marszałek Polski Marian Spychalski. W latach 1973–1975 był szefem Inspekcji Sił Zbrojnych. 1 października 1974 mianowany na stopień generała dywizji; nominację wręczył mu w Belwederze przewodniczący Rady Państwa PRL prof. Henryk Jabłoński w obecności I sekretarza Komitetu Centralnego PZPR Edwarda Gierka. Od 15 listopada 1975 do 17 października 1984 był dowódcą Śląskiego Okręgu Wojskowego. 10 października 1977 w czasie powrotu samochodem do Wrocławia ze Słońska z uroczystości nadania szkole imienia marsz. Konstantego Rokossowskiego uległ wraz ze swoim zastępcą gen. bryg. Marianem Zielińskim poważnemu wypadkowi w Wilczkowie, gdzie (w niepodanych do wiadomości publicznej okolicznościach) na miejscu zginął Marian Zieliński. Z tego powodu w okresie od 13 października 1977 do 26 lutego 1978 obowiązki dowódcy ŚOW pełnił gen. dyw. Zbigniew Ohanowicz. W latach 1981–1983 Henryk Rapacewicz był członkiem Wojskowej Rady Ocalenia Narodowego.
Od 1946 był członkiem Polskiej Partii Robotniczej, następnie od 1948 Polskiej Zjednoczonej Partii Robotniczej, delegat na VII i VIII Zjazd PZPR. Od 1979 członek Rady Naczelnej Związku Bojowników o Wolność i Demokrację.
W lipcu 1985 przeszedł w stan spoczynku. Zmarł nagle 8 maja 1991 i został pochowany 10 maja na Cmentarzu Osobowickim we Wrocławiu. W pogrzebie udział wzięli m.in.: Główny Kwatermistrz WP gen. dyw. Jan Kuriata oraz dowódca Śląskiego Okręgu Wojskowego gen. dyw. Tadeusz Wilecki. W imieniu żołnierzy WP zmarłego pożegnali: przedstawiciel Główny Inspektor Techniki WP gen. dyw. Tadeusz Kuśmierski oraz dowódca garnizonu Wrocław gen. bryg. Antoni Skibiński.

## Awanse
W trakcie wieloletniej służby w ludowym Wojsku Polskim otrzymywał awanse na kolejne stopnie wojskowe:
- chorąży – 1945
- podporucznik – 1946
- porucznik – 1947
- kapitan – 1949
- major – 1953
- podpułkownik – 1958
- pułkownik – 1962
- generał brygady – 9 października 1968
- generał dywizji – 1 października 1974

## Życie prywatne
Po przejściu w stan spoczynku pozostał we Wrocławiu, prowadząc m.in. hodowlę psów rasowych. Od 1953 był żonaty z Teresą Rapacewicz z domu Mikitą (1929–2007), nauczycielką. Miał dwie córki.

## Odznaczenia i wyróżnienia
Wśród wielu nadanych mu orderów i odznaczeń znajdują się m.in.:
- Krzyż Srebrny Orderu Virtuti Militari
- Krzyż Komandorski z Gwiazdą Orderu Odrodzenia Polski (1984)
- Krzyż Komandorski Orderu Odrodzenia Polski (1970)
- Krzyż Kawalerski Orderu Odrodzenia Polski (1963)
- Order Sztandaru Pracy I klasy (1978)
- Krzyż Walecznych
- Złoty Krzyż Zasługi
- Srebrny Krzyż Zasługi
- Medal za Warszawę 1939–1945
- Medal za Odrę, Nysę, Bałtyk
- Medal Zwycięstwa i Wolności 1945
- Medal 10-lecia Polski Ludowej (1955)
- Medal 30-lecia Polski Ludowej (1974)
- Medal 40-lecia Polski Ludowej (1984)
- Medal „Za udział w walkach w obronie władzy ludowej” (1984)
- Złoty Medal „Siły Zbrojne w Służbie Ojczyzny”
- Srebrny Medal „Siły Zbrojne w Służbie Ojczyzny” (1955)
- Brązowy Medal „Siły Zbrojne w Służbie Ojczyzny” (1951)
- Medal „Za udział w walkach o Berlin” (1969)
- Złoty Medal „Za zasługi dla obronności kraju” (1973)
- Srebrny Medal „Za Zasługi dla Obronności Kraju” (1968)
- Brązowy Medal „Za Zasługi dla Obronności Kraju” (1966)
- Złota Odznaka „Za zasługi w ochronie porządku publicznego” (1978)
- Srebrna Odznaka „Za zasługi w ochronie porządku publicznego” (1977)
- Brązowa Odznaka „Za zasługi w ochronie porządku publicznego” (1976)
- Srebrna Odznaka „Za zasługi w obronie granic PRL”
- Medal Komisji Edukacji Narodowej (1975)[6]
- Złote Odznaczenie im. Janka Krasickiego (1977)
- Złoty Medal „Opiekun Miejsc Pamięci Narodowej” (1980)
- Odznaka Honorowa Polskiego Czerwonego Krzyża II stopnia (1966)
- Odznaka „Zasłużony Działacz LOK” (1970)[7]
- Odznaka „Budowniczy Huty Katowice” (1978)
- Złota odznaka honorowa „Za Zasługi dla Warszawy” (1977)[8]
- Medal „Prokuratura Śląskiego Okręgu Wojskowego” (1978)
- Medal wybity z okazji XXXV lecia LWP „Harcerze Żołnierzom” (1978)
- Medal „Za umacnianie braterstwa broni” (Bułgaria, 1980)
- Medal „Za umacnianie Przyjaźni Sił Zbrojnych” III stopnia (Czechosłowacja, 1970)
- Medal „Za umacnianie Przyjaźni Sił Zbrojnych” I stopnia (Czechosłowacja, 1980)
- Order Czerwonego Sztandaru (Związek Radziecki)
- Order Wojny Ojczyźnianej II klasy (Związek Radziecki)
- Medal jubileuszowy „60 lat Sił Zbrojnych ZSRR” (Związek Radziecki)
- Medal jubileuszowy „Dwudziestolecia zwycięstwa w Wielkiej Wojnie Ojczyźnianej 1941–1945” (Związek Radziecki)
- Medal jubileuszowy „Trzydziestolecia zwycięstwa w Wielkiej Wojnie Ojczyźnianej 1941–1945” (Związek Radziecki)
- Medal jubileuszowy „Czterdziestolecia zwycięstwa w Wielkiej Wojnie Ojczyźnianej 1941–1945” (Związek Radziecki)
- Złoty Medal Braterstwa Broni Węgierskiej Armii Ludowej (1980)
- Order Wzorowej Służby Węgierskiej Armii Ludowej
- W październiku 1984 wpisany do Honorowej Księgi Czynów Żołnierskich